# Bioquímica

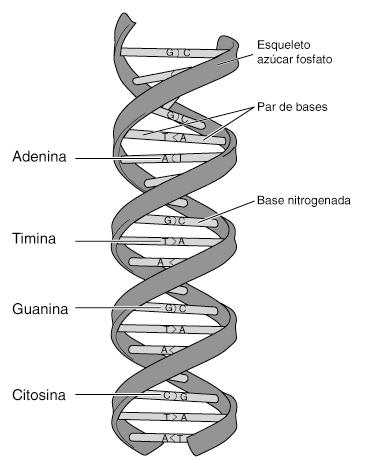
Representación esquemática de la molécula de ADN, la molécula portadora de la información genética.

La bioquímica es una rama de la ciencia que estudia la composición química  de los seres vivos, especialmente las proteínas, carbohidratos, lípidos y ácidos nucleicos, además de otras pequeñas moléculas presentes en las células y las reacciones químicas que sufren estos compuestos,como el (metabolismo) que les permiten obtener energía (catabolismo) y generar biomoléculas propias (anabolismo). La bioquímica se basa en el concepto de que todo ser vivo contiene carbono y en general las moléculas biológicas están compuestas principalmente de carbono, hidrógeno, oxígeno, nitrógeno, fósforo y azufre.
Es la rama de la ciencia que estudia la base química de las moléculas que componen algunas células y los tejidos, que catalizan las reacciones químicas del metabolismo celular como la digestión, la fotosíntesis y la inmunidad, entre otras muchas cosas.
Podemos entender la bioquímica como una disciplina científica integradora que elabora el estudio de los biomas y biosistemas. Integra de esta forma las leyes químico-físicas y la evolución biológica que afectan a los biosistemas y a sus componentes. Lo hace desde un punto de vista molecular y trata de entender y aplicar su conocimiento a amplios sectores de la medicina (terapia genética y biomedicina), la agroalimentación, la farmacología.
Constituye un pilar fundamental de la biotecnología, y se ha consolidado como una disciplina esencial para abordar los grandes problemas y enfermedades actuales y del futuro, tales como el cambio climático, la escasez de recursos agroalimentarios ante el aumento de población mundial, el agotamiento de las reservas de combustibles fósiles, la aparición de nuevas alergias, el aumento del cáncer, las enfermedades genéticas, la obesidad, etc.
La bioquímica es una ciencia experimental y por ello recurrirá al uso de numerosas técnicas instrumentales propias y de otros campos, pero la base de su desarrollo parte del hecho de que lo que ocurre en vivo a nivel subcelular se mantiene o se conserva tras el fraccionamiento subcelular, y a partir de ahí, podemos estudiarlo.

## Historia

### Siglo XIX y primera mitad del XX
La historia de la bioquímica como la conocemos hoy en día es prácticamente moderna; desde el siglo XIX se comenzó a direccionar una buena parte de la biología y la química a la creación de una nueva disciplina integradora: la química fisiológica o la bioquímica. Pero la aplicación de la bioquímica y su conocimiento probablemente comenzó hace 5000 años, con la producción de pan usando levaduras, en un proceso conocido como fermentación.
Es difícil abordar la historia de la bioquímica, en cuanto que, es una mezcla compleja de química orgánica y biología, y en ocasiones, se hace complicado discernir entre lo exclusivamente biológico y lo exclusivamente químico orgánico y es evidente que la contribución a esta disciplina ha sido muy extensa. Aunque es cierto que existen datos experimentales que son básicos en la bioquímica.
Se suele situar el inicio de la bioquímica en los descubrimientos en 1828 de Friedrich Wöhler que publicó un artículo acerca de la síntesis de urea, probando que los compuestos orgánicos pueden ser creados artificialmente, en contraste con la creencia comúnmente aceptada durante mucho tiempo, de que la generación de estos compuestos era posible solo en el interior de los seres vivos.
La diastasa fue la primera enzima descubierta. En 1833 se extrajo de la solución de malta por Anselme Payen y Jean-François Persoz, dos químicos de una fábrica de azúcar francesa.
A mediados del siglo XIX, Louis Pasteur demostró los fenómenos de isomería química existente entre las moléculas de ácido tartárico provenientes de los seres vivos y las sintetizadas químicamente en el laboratorio. También estudió el fenómeno de la fermentación y descubrió que intervenían ciertas levaduras, y por tanto no era exclusivamente un fenómeno químico como se había defendido hasta ahora (entre ellos el propio Liebig); así Pasteur escribió: «la fermentación del alcohol es un acto relacionado con la vida y la organización de las células de las levaduras, y no con la muerte y la putrefacción de las células». Además desarrolló un método de esterilización de la leche, el vino y la cerveza (pasteurización) y contribuyó enormemente a refutar la idea de la generación espontánea de los seres vivos.
En 1869 se descubre la nucleína y se observa que es una sustancia muy rica en fósforo. Dos años más tarde, Albrecht Kossel concluye que la nucleína es rica en proteínas y contiene las bases púricas adenina y guanina y las pirimidínicas citosina y timina. En 1889 se aíslan los dos componentes mayoritarios de la nucleína:
- Proteínas (70 %)
- Sustancias de carácter ácido: ácidos nucleicos (30 %)

En 1878 el fisiólogo Wilhelm Kühne acuñó el término enzima para referirse a los componentes biológicos desconocidos que producían la fermentación. La palabra enzima fue usada después para referirse a sustancias inertes tales como la pepsina.
En 1897 Eduard Buchner comenzó a estudiar la capacidad de los extractos de levadura para fermentar azúcar a pesar de la ausencia de células vivientes de levadura. En una serie de experimentos en la Universidad Humboldt de Berlín, encontró que el azúcar era fermentado incluso cuando no había elementos vivos en los cultivos de células de levaduras. Llamó a la enzima que causa la fermentación de la sacarosa, “zimasa”. Al demostrar que las enzimas podrían funcionar fuera de una célula viva, el siguiente paso fue demostrar cuál era la naturaleza bioquímica de esos biocatalizadores. El debate fue extenso; muchos, como el bioquímico alemán Richard Willstätter, discrepaban de que la proteína fuera el catalizador enzimático, hasta que en 1926, James B. Sumner demostró que la enzima ureasa era una proteína pura y la cristalizó. La conclusión de que las proteínas puras podían ser enzimas fue definitivamente probada en torno a 1930 por John Howard Northrop y Wendell Meredith Stanley, quienes trabajaron con diversas enzimas digestivas como la pepsina, la tripsina y la quimotripsina. 
En 1903 Mijaíl Tswett inicia los estudios de cromatografía para separación de pigmentos.
En torno a 1915 Gustav Embden y Otto Meyerhof realizan sus estudios sobre la glucólisis.
En 1920 se descubre que en las células hay ADN y ARN y que difieren en el azúcar que forma parte de su composición: desoxirribosa o ribosa. El ADN reside en el núcleo. Unos años más tarde, se descubre que en los espermatozoides hay fundamentalmente ADN y proteínas, y posteriormente Feulgen descubre que hay ADN en los cromosomas con su tinción específica para este compuesto.
En 1925 Theodor Svedberg demuestra que las proteínas son macromoléculas y desarrolla la técnica de ultracentrifugación analítica.
En 1928, Alexander Fleming descubre la penicilina y desarrolla estudios sobre la lisozima.
Richard Willstätter (en torno 1910) estudia la clorofila y comprueba la similitud que hay con la hemoglobina. Posteriormente Hans Fischer en torno a 1930, investiga la química de las porfirinas de las que derivan la clorofila o el grupo porfirínico de la hemoglobina. Consiguió sintetizar hemina y bilirrubina. Paralelamente Heinrich Otto Wieland formula teorías sobre las deshidrogenaciones y explica la constitución de muchas otras sustancias de naturaleza compleja, como la pteridina, las hormonas sexuales o los ácidos biliares.
En la década de 1940, Melvin Calvin concluye el estudio del ciclo de Calvin en la fotosíntesis y Albert Claude la síntesis del ATP en las mitocondrias.
En torno a 1945 Gerty Cori, Carl Cori, y Bernardo Houssay completan sus estudios sobre el ciclo de Cori.
En 1953 James Dewey Watson y Francis Crick, gracias a los estudios previos con cristalografía de rayos X de ADN de Rosalind Franklin y Maurice Wilkins, y los estudios de Erwin Chargaff sobre apareamiento de bases nitrogenadas, deducen la estructura de doble hélice del ADN. En 1957, Matthew Meselson y Franklin Stahl demuestran que la replicación del ADN es semiconservativa.

### Segunda mitad delsigloXX
En la segunda mitad del siglo XX, comienza la auténtica revolución de la bioquímica y la biología molecular moderna, especialmente gracias al desarrollo de las técnicas experimentales más básicas como la cromatografía, la centrifugación, la electroforesis, las técnicas radioisotópicas y la microscopía electrónica, y las técnicas más complejas como la cristalografía de rayos X, la resonancia magnética nuclear, la PCR (Kary Mullis), el desarrollo de la inmuno-técnicas.
Desde 1950 a 1975 , se conocen en profundidad y detalle aspectos del metabolismo celular inimaginables hasta ahora (fosforilación oxidativa (Peter Dennis Mitchell), ciclo de la urea y ciclo de Krebs (Hans Adolf Krebs), así como otras rutas metabólicas), se produce toda una revolución en el estudio de los genes y su expresión; se descifra el código genético (Francis Crick, Severo Ochoa, Har Gobind Khorana, Robert W. Holley y Marshall Warren Nirenberg), se descubren las enzimas de restricción (finales de 1960, Werner Arber, Daniel Nathans y Hamilton Smith), la ADN ligasa (en 1972, Mertz y Davis) y finalmente en 1973 Stanley Cohen y Herbert Boyer producen el primer ser vivo recombinante, naciendo así la ingeniería genética, convertida en una herramienta poderosísima con la que se supera la frontera entre especies y con la que podemos obtener un beneficio hasta ahora impensable.
En 1970, un argentino, Luis Federico Leloir, médico, bioquímico y farmacéutico recibió el Premio Nobel de Química por sus investigaciones sobre los nucleótidos de azúcar, y el rol que cumplen en la fabricación de los hidratos de carbono.
En 1984, otro argentino, César Milstein, oriundo de la ciudad de Bahía Blanca, recibe el Premio Nobel de Medicina por sus investigaciones sobre anticuerpos monoclonales, hoy utilizados para tratar muchas enfermedades, incluidos algunos tipos de cáncer.
De 1975 hasta principios del siglo XXI, comienza a secuenciarse el ADN (Allan Maxam, Walter Gilbert y Frederick Sanger), comienzan a crearse las primeras industrias biotecnológicas (Genentech), se aumenta la creación de fármacos y vacunas más eficaces, se eleva el interés por las inmunología y las células madres y se descubre la enzima telomerasa (Elizabeth Blackburn y Carol Greider). En 1989 se utiliza la biorremediación a gran escala en el derrame del petrolero Exxon Valdez en Alaska. Se clonan los primeros seres vivos, se secuencia el ADN de decenas de especies y se publica el genoma completo del hombre (Craig Venter, Celera Genomics y Proyecto Genoma Humano), se resuelven decenas de miles de estructuras proteicas y se publican en PDB, así como genes, en GenBank. Comienza el desarrollo de la bioinformática y la computación de sistemas complejos, que se constituyen como herramientas muy poderosas en el estudio de los sistemas biológicos. Se crea el primer cromosoma artificial y se logra la primera bacteria con genoma sintético (2007, 2009, Craig Venter). Se fabrican las nucleasas con dedos de zinc. Se inducen artificialmente células, que inicialmente no eran pluripotenciales, a células madre pluripotenciales (Shin'ya Yamanaka). Comienzan a darse los primeros pasos.

## Ramas de la bioquímica

Esquema de una célula típica animal con sus orgánulos y estructuras.

El pilar fundamental de la investigación bioquímica clásica se centra en las propiedades de las proteínas, muchas de las cuales son enzimas. Sin embargo, existen otras disciplinas que se centran en las propiedades biológicas de carbohidratos (glucobiología) y lípidos (lipobiología).
Por razones históricas la bioquímica del metabolismo de la célula ha sido intensamente investigada, en importantes líneas de investigación actuales (como el Proyecto Genoma, cuya función es la de identificar y registrar todo el material genético humano), se dirigen hacia la investigación del ADN, el ARN, la síntesis de proteínas, la dinámica de la membrana celular y los ciclos energéticos.
Las ramas de la bioquímica son muy amplias y diversas, y han ido variando con el tiempo y los avances de la biología, la química y la física.
- Bioquímica estructural: es un área de la bioquímica que pretende comprender la arquitectura química de las macromoléculas biológicas, especialmente de las proteínas y de los ácidos nucleicos (ADN y ARN). Así se intenta conocer las secuencias peptídicas, su estructura y conformación tridimensional, y las interacciones físico-químicas atómicas que posibilitan a dichas estructuras. Uno de sus máximos retos es determinar la estructura de una proteína conociendo solo la secuencia de aminoácidos, que supondría la base esencial para el diseño racional de proteínas (ingeniería de proteínas).[6]

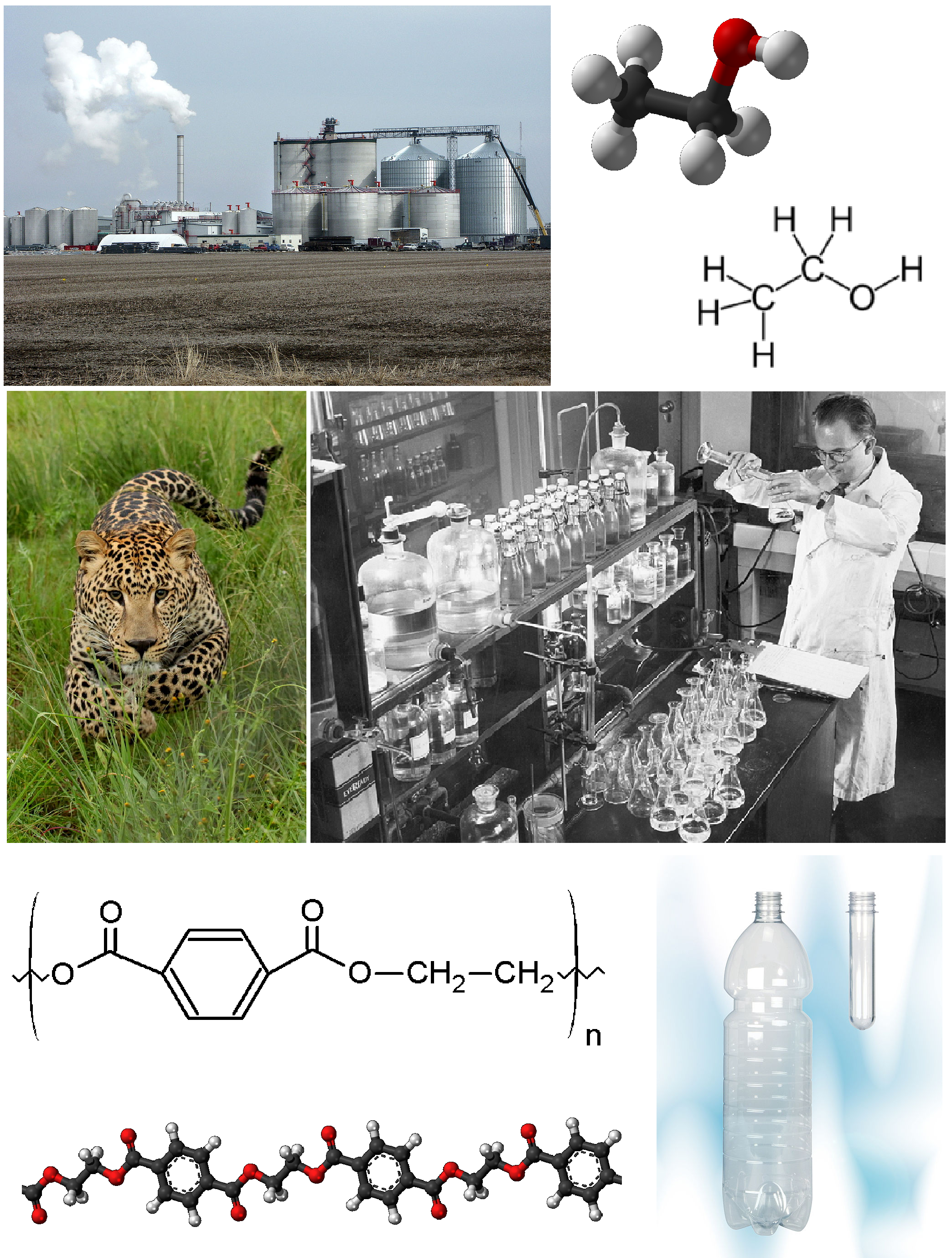
Química Orgánica

- Química OrgánicaQuímica orgánica: es un área de la química que se encarga del estudio de los compuestos orgánicos (es decir, aquellos que tienen enlaces covalentes carbono-carbono o carbono-hidrógeno) que provienen específicamente de seres vivos. Se trata de una ciencia íntimamente relacionada con la bioquímica clásica,[7] ya que en la mayoría de los compuestos biológicos[8] participa el carbono[9] Mientras que la bioquímica clásica ayuda a comprender los procesos biológicos con base en conocimientos de estructura, enlace químico, interacciones moleculares y reactividad de las moléculas orgánicas, la química bioorgánica intenta integrar los conocimientos de síntesis orgánica, mecanismos de reacción, análisis estructural y métodos analíticos con las reacciones metabólicas primarias y secundarias, la biosíntesis, el reconocimiento celular y la diversidad química de los organismos vivos. De allí surge la Química de Productos Naturales (V. Metabolismo secundario).[10]
- Enzimología: estudia el comportamiento de los catalizadores biológicos o enzimas, como son algunas proteínas y ciertos ARN catalíticos, así como las coenzimas y cofactores como metales y vitaminas. Así se cuestiona los mecanismos de catálisis, los procesos de interacción de las enzimas-sustrato, los estados de transición catalíticos, las actividades enzimáticas, la cinética de la reacción y los mecanismos de regulación y expresión enzimáticas, todo ello desde un punto de vista bioquímico. Estudia y trata de comprender los elementos esenciales del centro activo y de aquellos que no participan, así como los efectos catalíticos que ocurren en la modificación de dichos elementos; en este sentido, utilizan frecuentemente técnicas como la mutagénesis dirigida.[11]
  - Bioquímica metabólica: es un área de la bioquímica que pretende conocer los diferentes tipos de rutas metabólicas a nivel celular, y su contexto orgánico. De esta forma son esenciales conocimientos de enzimología y biología celular. Estudia todas las reacciones bioquímicas celulares que posibilitan la vida, y así como los índices bioquímicos orgánicos saludables, las bases moleculares de las enfermedades metabólicas o los flujos de intermediarios metabólicos a nivel global. De aquí surgen disciplinas académicas como la bioenergética (estudio del flujo de energía en los organismos vivos), la bioquímica nutricional (estudio de los procesos de nutrición asociados a| rutas metabólicas)[12] y la bioquímica clínica (estudio de las alteraciones bioquímicas en estado de enfermedad o traumatismo). La metabolómica es el conjunto de ciencias y técnicas dedicadas al estudio completo del sistema constituido por el conjunto de moléculas que constituyen los intermediarios metabólicos, metabolitos primarios y secundarios, que se pueden encontrar en un sistema biológico.
- Xenobioquímica: es la disciplina que estudia el comportamiento metabólico de los compuestos cuya estructura química no es propia en el metabolismo regular de un organismo determinado. Pueden ser metabolitos secundarios de otros organismos (por ejemplo las micotoxinas, los venenos de serpientes y los fitoquímicos cuando ingresan al organismo humano) o compuestos poco frecuentes o inexistentes en la naturaleza.[13] La farmacología es una disciplina que estudia a los xenobióticos que benefician al funcionamiento celular en el organismo debido a sus efectos terapéuticos o preventivos (fármacos). La farmacología tiene aplicaciones clínicas cuando las sustancias son utilizadas en el diagnóstico, prevención, tratamiento y alivio de síntomas de una enfermedad así como el desarrollo racional de sustancias menos invasivas y más eficaces contra dianas biomoleculares concretas. Por otro lado, la toxicología es el estudio que identifica, estudia y describe, la dosis, la naturaleza, la incidencia, la severidad, la reversibilidad y, generalmente, los mecanismos de los efectos adversos (efectos tóxicos) que producen los xenobióticos. Actualmente la toxicología también estudia el mecanismo de los componentes endógenos, como los radicales libres de oxígeno y otros intermediarios reactivos, generados por xenobióticos y endobióticos.
- Inmunología: área de la biología, la cual se interesa por la reacción del organismo frente a otros organismos como las bacterias y virus. Todo esto tomando en cuenta la reacción y funcionamiento del sistema inmune de los seres vivos. Es esencial en esta área el desarrollo de los estudios de producción y comportamiento de los anticuerpos.[14]
- Endocrinología: es el estudio de las secreciones internas llamadas hormonas, las cuales son sustancias producidas por células especializadas cuyo fin es de afectar la función de otras células. La endocrinología trata la biosíntesis, el almacenamiento y la función de las hormonas, las células y los tejidos que las secretan, así como los mecanismos de señalización hormonal. Existen subdisciplinas como la endocrinología médica, la endocrinología vegetal y la endocrinología animal.[15]
- Neuroquímica: es el estudio de las moléculas orgánicas que participan en la actividad neuronal. Este término es empleado con frecuencia para referir a los neurotransmisores y otras moléculas como las drogas neuro-activas que influencian la función neuronal.
- Quimiotaxonomía: es el estudio de la clasificación e identificación de organismos de acuerdo a sus diferencias y similitudes demostrables en su composición química. Los compuestos estudiados pueden ser fosfolípidos, proteínas, péptidos, heterósidos, alcaloides y terpenos. John Griffith Vaughan fue uno de los pioneros de la quimiotaxonomía. Entre los ejemplos de las aplicaciones de la quimiotaxonomía pueden citarse la diferenciación de las familias Asclepiadaceae y Apocynaceae según el criterio de la presencia de látex; la presencia de agarofuranos en la familia Celastraceae; las sesquiterpenlactonas con esqueleto de germacrano que son características de la familia Asteraceae o la presencia de abietanos en las partes aéreas de plantas del género Salvia del viejo Mundo a diferencia de las del Nuevo Mundo que presentan principalmente neo-clerodanos.[16]
- Ecología química: es el estudio de los compuestos químicos de origen biológico implicados en las interacciones de organismos vivos. Se centra en la producción y respuesta de moléculas señalizadoras (semioquímicos), así como los compuestos que influyen en el crecimiento, supervivencia y reproducción de otros organismos (aleloquímicos).
- Virología: área de la biología, que se dedica al estudio de los biosistemas más elementales: los virus. Tanto en su clasificación y reconocimiento, como en su funcionamiento y estructura molecular. Pretende reconocer dianas para la actuación de posibles de fármacos y vacunas que eviten su directa o preventivamente su expansión. También se analizan y predicen, en términos evolutivos, la variación y la combinación de los genomas víricos, que podrían hacerlos finalmente, más peligrosos. Finalmente suponen una herramienta con mucha proyección como vectores recombinantes, y han sido ya utilizados en terapia génica.[17]

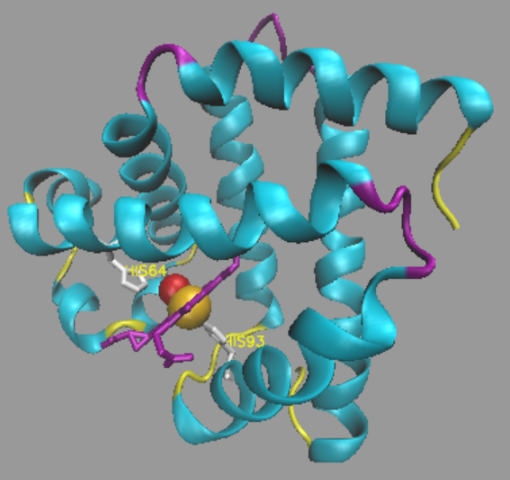
Imagen: Proteína mioglobina

- Imagen: Proteína mioglobinaGenética molecular e ingeniería genética: es un área de la bioquímica y la biología molecular que estudia los genes, su herencia y su expresión. Molecularmente, se dedica al estudio del ADN y del ARN principalmente, y utiliza herramientas y técnicas potentes en su estudio, tales como la PCR y sus variantes, los secuenciadores masivos, los kits comerciales de extracción de ADN y ARN, procesos de transcripción-traducción in vitro e in vivo, enzimas de restricción, ADN ligasas… Es esencial conocer como el ADN se replica, se transcribe y se traduce a proteínas (Dogma Central de la Biología Molecular), así como los mecanismos de expresión basal e inducible de genes en el genoma. También estudia la inserción de genes, el silenciamiento génico y la expresión diferencial de genes y sus efectos. Superando así las barreras y fronteras entre especies en el sentido que el genoma de una especie podemos insertarlo en otro y generar nuevas especies. Uno de sus máximos objetivos actuales es conocer los mecanismos de regulación y expresión genética, es decir, obtener un código epigenético. Constituye un pilar esencial en todas las disciplinas biocientíficas, especialmente en biotecnología. La biotecnología moderna tiene múltiples aplicaciones y variadas e incluyen, además de la fabricación de medicamentos, alimentos, papel, entre otros, el mejoramiento de animales y plantas de interés agronómico.[18]
- Biología Molecular: es la disciplina científica que tiene como objetivo el estudio de los procesos que se desarrollan en los seres vivos desde un punto de vista molecular. Así como la bioquímica clásica investiga detalladamente los ciclos metabólicos y la integración y desintegración de las moléculas que componen los seres vivos, la biología molecular pretende fijarse con preferencia en el comportamiento biológico de las macromoléculas (ADN, ARN, enzimas, hormonas, etc.) dentro de la célula y explicar las funciones biológicas del ser vivo por estas propiedades a nivel molecular.[19]
- Biología celular: (antiguamente citología, de citos=célula y logos=Estudio o Tratado ) es un área de la biología que se dedica al estudio de la morfología y fisiología de las células procariotas y eucariotas. Trata de conocer sus propiedades, estructura, composición bioquímica, funciones, orgánulos que contienen, su interacción con el ambiente y su ciclo vital. Es esencial en esta área conocer los procesos intrínsecos a la vida celular durante el ciclo celular, como la nutrición, la respiración, la síntesis de componentes, los mecanismos de defensa, la división celular y la muerte celular. También se deben conocer los mecanismos de comunicación de células (especialmente en organismos pluricelulares) o las uniones intercelulares. Es un área esencialmente de observación y experimentación en cultivos celulares, que, frecuentemente, tienen como objetivo la identificación y separación de poblaciones celulares y el reconocimiento de orgánulos celulares. Algunas técnicas utilizadas en biología celular tienen que ver con el empleo de técnicas de citoquímica, siembra de cultivos celulares, observación por microscopía óptica y electrónica, inmunocitoquímica, inmunohistoquímica, ELISA o citometría de flujo.[20]

## Técnicas bioquímicas básicas
Al ser una ciencia experimental la bioquímica requiere de numerosas técnicas instrumentales que posibilitan su desarrollo y ampliación, algunas de ellas se usan diariamente en cualquier laboratorio y otras son muy exclusivas.
- Fraccionamiento subcelular, incluyen multitud de técnicas.
- Espectrofotometría
- Centrifugación
- Cromatografía
- Electroforesis
- Técnicas radioisotópicas
- Citometría de flujo
- Inmunoprecipitación
- ELISA
- Microscopio electrónico
- Cristalografía de rayos X
- Resonancia magnética nuclear
- Espectrometría de masas
- Fluorimetría
- Espectroscopia de resonancia magnética nuclear

## Expectativas y retos de la bioquímica
La bioquímica es una ciencia experimental que tiene un presente y un futuro prometedor, en el sentido, que se yergue como base de la biotecnología y la biomedicina.
La bioquímica es básica para la formación de organismos y alimentos transgénicos, la biorremediación o la terapia génica, y se constituye como faro y esperanza de los grandes retos que plantea el siglo XXI. No cabe duda de que los cambios que traerá, beneficiarán enormemente a la humanidad, pero el hecho intrínseco de ser un conocimiento tan poderoso lo puede hacer peligroso, en este sentido es importante áreas como la bioética que regulan la moralidad y guían el conocimiento biológico hacia el beneficio humano sin transgresiones morales.
El conocimiento bioquímico tiene grandes objetivos como progresar en la terapia génica, por ejemplo contra el cáncer o el VIH, desarrollar alimentos transgénicos más eficientes, resistentes, seguros y saludables, aplicar los conocimientos bioquímicos a la lucha contra el cambio climático y la extinción de especies, generar nuevos fármacos más eficientes, investigar y buscar dianas de las enfermedades, conocer los patrones de expresión génica, generar nuevos materiales, mejorar la eficiencia de la producción industrial…

## Importantes bioquímicos iberoamericanos
- Severo Ochoa
- Margarita Salas
- María Antonia Blasco Marhuenda
- Mariano Barbacid
- Jesús Ávila de Grado
- Carlos López Otín
- Eladio Viñuela
- Alberto Sols
- Santiago Grisolía García
- Luis Federico Leloir
- Andrea Gamarnik
- Alberto Kornblihtt
- Alejandra Bravo
- Francisco Bolívar Zapata
- César Milstein
- Pablo Valenzuela
- Alexis Kalergis
- Cecilia Hidalgo Tapia
- Ramón Latorre

## Etimología
El término bioquímica tiene una procedencia doble y ambas concuerdan.  Por una parte procede del francés “biochimie“. Por otra parte, procede del griego “bios”, que significa “vida”, antepuesto a la palabra “química”, que finalmente procedería del egipcio kēme, o del griego khymei- χῡμεία (etimología discutida) y cuyo significado sería tierra.